# قائمة رؤساء الاتحاد الإفريقي لكرة القدم
فيما يلي قائمة رؤساء الاتحاد الأفريقي لكرة القدم مُنذ تأسيسه وحتى الآن.
يعد عبد العزيز سالم هو أول رئيس للمنصب، والرئيس الحالي هو باتريس موتسيبيه.

## قائمة رؤساء الاتحاد الأفريقي
| الرقم    | الاسم                 | بداية الفترة   | نهاية الفترة   | المدة              | الجنسية                     |
| -------- | --------------------- | -------------- | -------------- | ------------------ | --------------------------- |
| 1        | عبد العزيز سالم       | 1957           | 1958           | سنة                | مصر                         |
| 2        | محمد عبد العزيز مصطفى | 1958           | 1968†          | 10 سنوات           | مصر                         |
| 3        | عبد الحليم محمد       | 1968           | 1972†          | 4 سنوات            | السودان                     |
| 4        | يدينكاتشو تيسيما      | 1972           | 18 أغسطس 1987† | 15 سنوات و229 أيام | إثيوبيا                     |
| 5        | عبد الحليم محمد       | 18 أغسطس 1987  | 10 مارس 1988‡  | 205 أيام           | السودان                     |
| 6        | عيسى حياتو            | 10 مارس 1988   | 16 مارس 2017   | 29 سنوات و6 أيام   | الكاميرون                   |
| 7        | أحمد أحمد             | 16 مارس 2017   | 23 نوفمبر 2020 | 3 سنوات و252 أيام  | مدغشقر                      |
| انتقالية | كونستانت عمري         | 23 نوفمبر 2020 | 29 يناير 2021  | 67 أيام            | جمهورية الكونغو الديمقراطية |
| 7        | أحمد أحمد             | 29 يناير 2021  | 12 مارس 2021   | 42 أيام            | مدغشقر                      |
| 8        | باتريس موتسيبيه       | 12 مارس 2021   | حتى الآن       | 4 سنوات و9 أيام    | جنوب أفريقيا                |

† هذه العلامة تُشير إلى أن تم منحه لقب الرئيس الفخري عُندما ترك منصبه.
‡ ترأس لفترة انتقالية من 18 أغسطس 1987 بعد وفاة تيسيما في أديس أبابا بسبب المرض، حتى 10 مارس 1988 عُندما انعقدت الجمعية العمومية في الدار البيضاء وانتخب عيسى حياتو رئيسًا للاتحاد الإفريقي لكرة القدم.

## الأمناء العامون
- 1957 - 1958:  محمد يوسف
- 1958 - 1961:  مصطفى كامل منصور
- 1961 - 1982:  مراد فهمي
- 1982 - 2000:  مصطفى فهمي
- 2000 - 2010:  محمد محروس
- 2010 - حتى الآن: هشام العمراني